# Lángvirág
A lángvirág (Phlox paniculata) a hangavirágúak (Ericales) rendjébe és a csatavirágfélék (Polemoniaceae) családjába tartozó faj.

## Előfordulása
A lángvirág eredeti előfordulási területe az Amerikai Egyesült Államok keleti és középső részei, valamint Kelet-Kanada. A világon több helyre is betelepítették; emiatt az őshazáján kívül más térségekben is kialakultak állományai; ilyen hely például Olaszország.
Manapság világszerte közkedvelt kerti virág, parkokban dísznövényként ültetik.
Az idők során számos fajtáját kialakították; a legsikeresebbek és amelyek elnyerték a The Royal Horticultural Society a Royal Horticultural Society Award of Garden Merit, azaz nagyjából Kerti Termesztésre Érdemes Növény Díját, a következők:
| - 'Blue Ice' - 'Brigadier' - 'Bright Eyes' - 'Eventide' - 'Le Mahdi' - 'Mother of Pearl' | - 'Mount Fuji' - 'Prince of Orange' - 'Prospero' - 'Starfire' - 'White Admiral' - 'Windsor' |

## Megjelenése
Lágy szárú, évelő növényfaj, mely 120 centiméter magasra nő meg és 100 centiméter szélesre terül el. Az átellenesen elhelyezkedő levelek egyszerűek. A szára karcsú és zöld színű. A virága 1,5-2,5 centiméter átmérőjű; általában fehér, rózsaszín, lila vagy vörös színű. Nyártól őszig virágzik. A virágok bugavirágzatba tömörülnek és erős illatot árasztanak.

### Fordítás
- Ez a szócikk részben vagy egészben  a   Phlox paniculata című angol Wikipédia-szócikk ezen változatának fordításán alapul.  Az eredeti cikk szerkesztőit annak laptörténete sorolja fel. Ez a jelzés csupán a megfogalmazás eredetét és a szerzői jogokat jelzi, nem szolgál a cikkben szereplő információk forrásmegjelöléseként.